# Ordem de operações
Em matemática, ordem de operações refere-se à convenção que indica a ordem pela qual devem ser realizadas as operações numa expressão.
Na notação polonesa e na notação polonesa inversa, outra forma de realizar precedências do cálculo aritmético, o uso dos operadores de ordem de operações não são necessários. Em contrapartida os operandos e as operações devem ser ordenadas mentalmente a fim de realizar o cálculo desejado.

## Parênteses
Na Matemática os parênteses destacam a prioridade de cálculo: o cálculo contido nos parênteses são solucionados primeiramente que os outros.
Podem ser usados vários tipos de parênteses, como parênteses (), Colchetes [] ou chaves {}, que devem ser feitos como na ordem a cima

## Outros agrupamentos
Existem outras formas de agrupar sub-expressões (que devem ser calculadas primeiro). Como exemplos temos o símbolo de raiz ou a barra de conjugação complexa:
- {\displaystyle 3{\sqrt[{2+7}]{5+6}}=3{\sqrt[{9}]{11}}}
- {\displaystyle i.{\overline {i+2i}}=i.{\overline {3i}}}

## Supressão de parênteses
Uma vez que a presença de parênteses regula totalmente a ordem dos cálculos, quaisquer outras regras seriam redundantes. No entanto, por motivos de clareza de escrita, muitas vezes os parênteses são suprimidos e, por este motivo, convencionou-se uma ordem pela qual se devem efectuar os cálculos na ausência de parênteses. Nos casos em que possam surgir dúvidas convém usar parênteses, ou esclarecer qual a regra que está a ser usada. Por exemplo, {\displaystyle \mathrm {sen} \,2x} pode ser interpretado como {\displaystyle (\mathrm {sen} \,2)\times x,} {\displaystyle \mathrm {sen} \,(2\times x)} ou, nalguns textos, {\displaystyle (\mathrm {sen} \,(x))^{2}.}
Actualmente, os processadores de texto permitem retirar alguns parênteses mantendo o rigor e aumentando a clareza. Por exemplo a expressäo {\displaystyle {\frac {a+b}{cd}}} não suscita nenhuma dúvida de que significa {\displaystyle (a+b)/(c\times d)}.

## Precedência das operações
Na ausência de parênteses, as operações realizam-se pela ordem seguinte:
- Factoriais
- Cálculo de funções
- Potências e raízes
- Multiplicações e divisões
- Adições e subtracções

## Exemplo
A expressão
1+3×2^3^sen4!/5+5×8
que graficamente se pode representar por
{\displaystyle 1+3\times 2^{3^{\frac {\mathrm {sen} \,4!}{5}}}+5\times 8}
é equivalente à expressão com parênteses
1+(3×(2^(3^((sen(4!))/5))))+(5×8).

## Motivo da precedência da potenciação sobre a multiplicação e desta sobre a adição
A razão prende-se com a distributividade. De fato na expressão {\displaystyle a+b\times c}, quer pretendessemos dizer {\displaystyle (a+b)\times c}, quer {\displaystyle a+(b\times c)}, poderíamos sempre começar com uma multiplicação, uma vez que {\displaystyle (a+b)\times c=a\times c+b\times c}. No entanto, {\displaystyle a+(b\times c)} não pode ser calculada começando com uma adição. Deste modo, podendo começar sempre com multiplicações, é natural que a ausência de parênteses indique também que se comece pelas multiplicações. O mesmo se passa no que diz respeito à potenciação versus multiplicação, uma vez que {\displaystyle a\times (b^{c})} não pode ser calculada começando por uma multiplicação.